# Доктор Ху (12. сезона)
Дванаеста сезона британске научнофантастичне телевизијске серије Доктор Ху је почела 28. децембра 1974. епизодом Робот (1. део) Тома Бејкера , а завршила се епизодом Освета Киберљуди (6. део) 10. маја 1975. године.
Ово је прва сезона која приказује Тома Бејкера као четврту инкарнацију Доктора, ванземаљског Господара времена који путује кроз време и простор у свом ТАРДИС-у који споља изгледа као британска полицијска кутија. Са њим су пратиоци Сара Џејн Смит (Елизабет Слејден), која наставља од једанаесте сезоне, и Хари Саливен (Ијан Мартер) који се придружио ове сезоне. Пошто су Бери Летс и Теренс Дикс отишли заједно са Џоном Пертвијем, на овој серији су радили нови продуцент Филип Хинчлајф и нови уредник сценарија Роберт Холмс. Холмс је раније писао за програм.

## Улоге

### Главне
- Том Бејкер као Четврти Доктор
- Елизабет Слејден као Сара Џејн Смит
- Ијан Мартер као Хари Саливен

Током продукције једанаесте сезоне, било је познато да ће Џон Пертви напустити своју улогу Трећег Доктора и да ће за ту улогу бити потребан нови Четврти Доктор. Том Бејкер је био глумац без посла, а у то време је радио у грађевинарству. Бејкер је био телевизијски и филмски глумац и имао је главне улоге у неколико филмова, међу којима и Трезор ужаса (1973) и као главни антагониста у филму Златно путовање Синбада исте године. Писао је Билу Слејтеру, шефу серијала на ББЦ-у, тражећи посао. Слејтер је предложио Бејкера продуценту серије Берију Летсу који је желео да испуни улогу. Летс је био продуцент серије од раних Пертвијевих серијала 1970. Видео је Бејкеров рад у филму Златно путовање Синбада и ангажовао га је за ту улогу. Бејкер је остао у улози Доктора седам сезона, дуже од било ког другог глумца који је играо ту улогу.
Елизабет Слејден се вратила да игра улогу пратитељке Саре Џејн Смит током целе сезоне. Ијан Мартер се придружио глумачкој постави као Хари Саливен. Лик је створен пре него што је Бејкер добио улогу. Било је расправа о избору старијег глумца за Доктора па је Хари створен као млађи лик који ће се бавити акционим сценама.

### Епизодне
- Николас Кортни као Бригадир Летбриџ-Стјуарт (епизоде 1−4)
- Џон Левен као Наредник Бентон (епизоде 1−4)

Николас Кортни и Џон Левен поновили су своје улоге бригадира и наредника Бентона у првом серијалу Робот. Кортни је започео своју улогу у причи о Другом Доктору Мрежа страха (1968), где је лик био пуковник. Левен је почео у причи Другог Доктора Најезда (1968), заменивши другог глумца. Обојица су били чланови војне организације Обавештајне јединица Уједињених нација (ОЈУН-а). Они су заједно са Слејденовом били прелазна глумачка екипа која је прешла од Трећег Доктора до Четвртог, иако је серијал Робот прича са ОЈУН-ом из дванаесте сезоне.

## Епизоде
После Робота, сви серијали у овој сезони настављају се непосредно један за другим, пратећи једно једино проблематично путовање посаде ТАРДИС-а. Упркос континуитету, сваки серијал се сматра засебном причом.
Сезона је првобитно била форматирана као претходна Пертвијева сезона са три шестоделне и две четвороделне приче. У том циљу, почетна грађа је требало да се отвори са четвороделним Роботом и четвороделном Свемирском станицом Кристофера Ленглија, а затим са три шестоделна дела – Постање терора (касније преименована у Постање Далека), Лох Нес и још једном шестоделном причом коју треба утврдити. Уредник сценарија Роберт Холмс разговарао је са Филипом Хинчлајфом о могућности замене још неодлучног шестоделног дела са причом од четири дела и дводелном, оба са истом продукцијском екипом. Грађа сезоне је касније постала две приче од четири дела (Робот и замена за Свемирску станицу Барка у свемиру), нови дводелни Уништитељи (касније преименовано у Сонтараначки оглед), шестоделно Постање терора и четвороделна варијанта Лох Неса (касније преименовано у Терор Зајгонаца и задржано за 13. сезону). Ова одлука учинила је Сонтараначки оглед првом причом из два дела после Спаса из 2. сезоне. Такође је био први који је у потпуности снимљен ван студија од уводне приче Џона Пертвија Напад из свемира у седмој сезони и први који је у потпуности снимљен на видео касети уместо на 16мм филму, као што је било уобичајено за снимање ван студија. Као средство за уштеду новца, серијали Барка у свемиру и Освета Киберљуди су снимани на истим сетовима.
| Бр. еп. (укупно) | Бр. еп. (у сезони) | Наслов                        | Редитељ          | Сценариста   | Премијера          | Гледаност у Британији (милиони) |
| --- | ------------------ | ----------------------------- | ---------------- | ------------ | ------------------ | ------------------------------- |
| 382 | 1                  | "Робот (1. део)"              | Кристофер Бери   | Теренс Дикс  | 28. децембар 1974. | 10.80                           |
| Може ли Доктор, сада у својој четвртој инкарнацији, да се опорави од пост-регенеративне трауме како би спасио Земљу од Металних тенкова и њихове завере за светску доминацију? |                    |                               |                  |              |                    |                                 |
| 383 | 2                  | "Робот (2. део)"              | Кристофер Бери   | Теренс Дикс  | 4. јануар 1975.    | 10.70                           |
| Доктор и Сара су убеђени да Метални тенк стоји иза крађе електронских делова, али нису у стању да их спрече да изврше још једну рацију. |                    |                               |                  |              |                    |                                 |
| 384 | 3                  | "Робот (3. део)"              | Кристофер Бери   | Теренс Дикс  | 11. јануар 1975.   | 10.10                           |
| Сара и Кетлвел се убацују на састанак СРС-а како би покушали да сазнају шта госпођица Винтерс намерава, али спрема се изненађење. |                    |                               |                  |              |                    |                                 |
| 385 | 4                  | "Робот (4. део)"              | Кристофер Бери   | Теренс Дикс  | 18. јануар 1975.   | 9.00                            |
| ОЈУН покушава да уђе у бункер да спречи госпођицу Винтерс да испали светске нуклеарне пројектиле, али прво морају да прођу поред К1. |                    |                               |                  |              |                    |                                 |
| 386 | 5                  | "Барка у свемиру (1. део)"    | Родни Бенет      | Роберт Холмс | 25. јануар 1975.   | 9.40                            |
| Докторов покушај да Харију омогући путовање у ТАРДИС-у види њих двоје и Сару како стижу на свемирску станицу у далекој будућности са неким прилично смртоносним сигурносним механизмима. |                    |                               |                  |              |                    |                                 |
| 387 | 6                  | "Барка у свемиру (2. део)"    | Родни Бенет      | Роберт Холмс | 1. фебруар 1975.   | 13.60                           |
| Доктор и Хари оживљавају медицинског техничара Арке, Виру, како би помогли Сари. Али када је командант станице Ноа оживео, он постаје сумњичав према придошлицама. |                    |                               |                  |              |                    |                                 |
| 388 | 7                  | "Барка у свемиру (3. део)"    | Родни Бенет      | Роберт Холмс | 8. фебруар 1975.   | 11.20                           |
| Знајући да је Ноа заражен Вирном, Доктор убеђује Виру да заустави оживљавање свог народа, знајући да ће то и њих довести у опасност. |                    |                               |                  |              |                    |                                 |
| 389 | 8                  | "Барка у свемиру (4. део)"    | Родни Бенет      | Роберт Холмс | 15. фебруар 1975.  | 10.20                           |
| Доктор покушава да заштити људе који су још у криогеној суспензији од Вирна који су одлучни да користе Земљу као своје ново легло за размножавање. |                    |                               |                  |              |                    |                                 |
| 390 | 9                  | "Сонтараначки оглед (1. део)" | Родни Бенет      | Роберт Холмс | 22. фебруар 1975.  | 11.00                           |
| Доктор, Сара и Хари се телепортују на Земљу како би осигурали да је планета безбедна за преживеле на броду Нерва Бикон да се врате на Земљу и поново настањују свој свет. Међутим, проналазе Сонтаранца по имену Стајр који је заробио скупину људи и спровео огледе на њима како би открио слабости људског тела као део Сонтаранског циља за доминацију галаксијом. |                    |                               |                  |              |                    |                                 |
| 391 | 10                 | "Сонтараначки оглед (2. део)" | Родни Бенет      | Роберт Холмс | 1. март 1975.      | 10.50                           |
| Доктор сазнаје да је Стајр вршио огледе на члановима посаде Галсека како би утро пут за сонтаранску најезду на Земљу и одлучује да је једини начин да заустави његове планове да га изазове на двобој. |                    |                               |                  |              |                    |                                 |
| 392 | 11                 | "Постање Далека (1. део)"     | Дејвид Малони    | Тери Нејшн   | 8. март 1975.      | 10.70                           |
| Доктора и његове пратиоце Господари времена шаљу на планету Скаро да спрече стварање Далека. |                    |                               |                  |              |                    |                                 |
| 393 | 12                 | "Постање Далека (2. део)"     | Дејвид Малони    | Тери Нејшн   | 15. март 1975.     | 10.50                           |
| Доктор и Хари бивају одведени у бункер Калед где се Даврос спрема да демонстрира Далеке док је Сару заробљена од стране Тала и одведена у њихов град као робовска радница. |                    |                               |                  |              |                    |                                 |
| 394 | 13                 | "Постање Далека (3. део)"     | Дејвид Малони    | Тери Нејшн   | 22. март 1975.     | 8.50                            |
| Доктор и Хари крећу у град Калед да упозоре власти на Давросове планове док су Сара и Севрин приморани да раде на завршетку ракете Талса. |                    |                               |                  |              |                    |                                 |
| 395 | 14                 | "Постање Далека (4. део)"     | Дејвид Малони    | Тери Нејшн   | 29. март 1975.     | 8.80                            |
| Доктор не успева да спречи Тале да униште град Калед, али они немају дуго да уживају у победи пре напада Далека. |                    |                               |                  |              |                    |                                 |
| 396 | 15                 | "Постање Далека (5. део)"     | Дејвид Малони    | Тери Нејшн   | 5. април 1975.     | 9.80                            |
| Доктор је приморан да Давросу да све појединости о будућим победама Далека, али противљење Давросовим плановима расте међу Каледима и ускоро долази до отворене побуне. |                    |                               |                  |              |                    |                                 |
| 397 | 16                 | "Постање Далека (6. део)"     | Дејвид Малони    | Тери Нејшн   | 12. април 1975.    | 9.10                            |
| Гарман покушава да убеди Каледе да гласају против пројекта "Далек", али Даврос има кеца у рукаву док Доктор ради на уништавању снимка победе Далека, а Тали планирају сопствену интервенцију. |                    |                               |                  |              |                    |                                 |
| 398 | 17                 | "Освета Киберљуди (1. део)"   | Мајкл Е. Брајант | Џери Дејвис  | 19. април 1975.    | 9.50                            |
| Доктор, Сара и Хари користе Временски прстен да се врате у Нерва Бикон, међутим стижу хиљадама година раније него што су очекивали и откривају да стари Докторов непријатељ циља екипу станице. |                    |                               |                  |              |                    |                                 |
| 399 | 18                 | "Освета Киберљуди (2. део)"   | Мајкл Е. Брајант | Џери Дејвис  | 26. април 1975.    | 8.30                            |
| Доктор преноси Сару и Харија у Вогу да излече Сару од отрова кибермата, али Келманово минирање значи да он није у стању да их врати. |                    |                               |                  |              |                    |                                 |
| 400 | 19                 | "Освета Киберљуди (3. део)"   | Мајкл Е. Брајант | Џери Дејвис  | 3. мај 1975.       | 8.90                            |
| Киберљуди приморавају Доктора, Стивенсона и Лестера да носе бомбе у центар Воге док Сара, Хари и Тајрум одлучују да контактирају Воруса. |                    |                               |                  |              |                    |                                 |
| 401 | 20                 | "Освета Киберљуди (4. део)"   | Мајкл Е. Брајант | Џери Дејвис  | 10. мај 1975.      | 9.40                            |
| Доктор, Хари и Лестер покушавају да униште релејни уређај Киберљуди док се Вогани припремају да униште Нерву иако је Сара још увек на броду. |                    |                               |                  |              |                    |                                 |

## Продукција
Бери Летс је био продуцент серијала Робот након чега га је наследио Филип Хинчлајф. Роберт Холмес преузео је дужност уредника сценарија од Теренса Дикса.
Серијал Робот је написао Дикс, који је навео Кинг Конга као утицај на серију. Дикс је укључио неколико познатих основа из прве приче Трећег Доктора Врх копља из свемира (1970) што је помогло публици да прелази између глумаца. Ковчег у свемиру написао је Роберт Холмс из приче Џона Лукаротија која се сматрала неупотребљивом. Летс и Дикс су били жељни да се Тери Нејшн врати да напише Далеке, али су у почетку сматрали да је његов сценарио превише сличан претходним пустоловинама Далека. Предложили су му да уместо тога напише причу о пореклу Далека која је постала Постање Далека. Међутим, под Хинчлајфом, серијал је добио тамнији тон.
Комплети Ковчега у свемиру поново су коришћени за Освету Киберљуди. Постање Далека је био последњи серијал у сезони који је снимљен после Освете Киберљуди. То се догодило у јануару и фебруару 1975.

## Емитовање
Цела сезона је емитована од 28. децембра 1974. до 10. маја 1975. године.
Насловна секвенца првог дела Ковчега у свемиру била је обојена у сепију као оглед, али није поновљена у наредним епизодама.